# Великент
Велике́нт (азерб. Вәликәнд) — село в Дербентском районе Республики Дагестан.
Образует муниципальное образование «село Великент» со статусом сельского поселения, как единственный населённый пункт в его составе.

## География
Населённый пункт расположен на правом берегу реки Ярмантларасы, в 23 км к северо-западу от города Дербент, у федеральной трассы Р217 «Кавказ».

## История
По преданиям собранными Р. М. Магомедовым, предки жителей села происходят из Кубы. По другой версии в Великент они переселились из заброшенного села Мехрежкент, который находился Дербентском районе недалеко от нынешней границы Кайтагского района.
Основание села Великент связывается с именем Вали, от которого оно и получило своё название. Согласно иному преданию, село было заложено двумя братьями — Али и Вели.
По словам исследовательницы Гюльрейхан Новрузовой в прошлом местность именовалась Шахбазкент-Мехрежкент.
Как пишет профессор Сакинат Гаджиева, самый ранний из сохранившихся намогильных памятников в Великенте относится к 1728 году.
Наименования тухумов (родов) села Великент в конце XIX века — Кевхалы, Салихлилер, Джума, Машты, Тапанча, Джыгытлар . Также в селе отмечался тухум выходцев из села Лагич в Азербайджане.
Являлся центром магала Теркеме в 1824—1841 годах.
Согласно переписи 1926 года в селе все еще проживало 6 семей кавказских евреев, они составляли 2% всего населения, но они полностью покинули аул в середине 1930-х гг.
Археология
В 0,5 км к юго-востоку от Великента имеются остатки поселений куро-аракской культуры раннего бронзового века. Они находятся на 4 возвышенностях. В ходе раскопок были найдены остатки керамических печей и круглоплановых землянок. Также обнаружена керамическая мастерская. Первые поселенцы в Великент прибыли уже со знаниями металлообработки. Мышьяковая медь/бронза, и керамические формы для литья появляются уже на самых ранних уровнях.
Эти поселения датируются около 3600 годов до н. э. Культура бронзового века в Великенте продолжалась до 1900 годов до нашей эры.

## Население
| 1895  | 1926  | 1939  | 1970  | 1989  | 2002  | 2010  |
| ----- | ----- | ----- | ----- | ----- | ----- | ----- |
| 975   | ↗1292 | ↗1358 | ↗1817 | ↗2479 | ↗3755 | ↗4202 |
| 2012  | 2013  | 2014  | 2015  | 2016  | 2017  | 2018  |
| ↗4246 | ↗4299 | ↗4313 | ↗4317 | ↗4319 | ↗4343 | ↗4354 |
| 2019  | 2020  | 2021  | 2023  | 2024  | 2025  |       |
| ↘4335 | ↘4326 | ↗4339 | ↘4297 | ↘4255 | ↘4239 |       |

Национальный состав
По результатам Всероссийской переписи населения 2021 года:
| Народ         | Численность, чел. | Доля от всего населения, % |
| ------------- | ----------------- | -------------------------- |
| азербайджанцы | 4321              | 99,59 %                    |
| другие        | 18                | 0,41 %                     |
| всего         | 4339              | 100 %                      |

## Известные уроженцы
- Фатали Великентский — поэт XVIII века, известный своими знаниями азербайджанской и восточной литературы. Известны его стихотворения — «Гелир» («Идет») и «Дейирлер» («Говорят»)[33]
- Килас Али-Оглы Магомедов (1837—1882) — поэт, писал стихи в ашугском стиле в форме гошма[34][5].
- Пирали (конец XIX — начало XX в.) — поэт[5].
- Килас Киласов (1909—1983) — редактор районной газеты «Ленинчи». Публиковался в журнале «Мариф йолу»[34].
- Минатулла Халилов (1922—1982) — поэт. Два его произведения переведены на русский язык «Дагестан» и «Родина»[34].
- Салман Великентли (Магомедов) — писатель.[34]

## Достопримечательности
- Курганы Тюргеш-Тепе и Джебагни-Тепе. Жители их зовут просто —«Харман-тепе».
- Четыре группы курганов
- Городище
- Могильник (1 пол. II тыс. до н. э.)